# Fleret (hudební skupina)
Fleret je česká folkrocková hudební skupina.
Se skupinou od roku 1995, kdy vyšlo CD Zafúkané, vystupovala často také zpěvačka lidových písní a folklóristka Jarmila Šuláková. V devadesátých letech hrával s kapelou rovněž Vlasta Redl.
Na svém kontě má přes sedmnáct studiových alb, z nichž několik dosáhlo zlaté i platinové prodejnosti.

## Produkce
Od ryze folkových začátků po boku Vlasty Redla, přes nepřehlédnutelné přitvrzení zvuku a následnou sedmnáctiletou spolupráci se zpěvačkou Jarmilou Šulákovou, se kapela dopracovala až do současné koncertní podoby, kdy se všechno pěkně promíchalo a propojilo. Fleret nemá problém rozpálit několikatisícový dav na prestižním festivale, ale zároveň s chutí zahraje v tom nejmenším sále v příjemné akustické podobě. Léty ověřený tandem Hrachový (kytara) – Bartošík (housle) doplňuje trio vynikajících muzikantů – kytarista Vítek Rokyta, baskytarista Radek Postava a bubeník Rosťa Koplík.
Od roku 2016 s Fleretem hostuje Zuzana Šuláková - dcera Jarmily Šulákové.

## Složení
- Zdeněk 'Hrach' Hrachový – kapelník, autor hudby, kytara, mandolína, zpěv
- Stanislav 'Stanley' Bartošík – housle, kazoo, foukací harmonika, dudy, zpěv
- Radek Postava – baskytara, zpěv
- Vítek Rokyta – elektrická kytara
- Rosťa Koplík – bicí nástroje, zpěv

host
- Zuzana Šuláková – zpěv

### Bývalí členové[1]
- Marek Abrahám – baskytara, zpěv
- David Filák – bicí nástroje, zpěv
- Tomáš 'Coudy/Kody/Blecha' Vunderle – baskytara, zpěv
- Vladan 'Číňan' Heča – elektrická kytara, zpěv
- Vladimír 'Dědek' Mokráš – baskytara, zpěv
- Květoslav 'Bonzo' Balšán – bicí, zpěv
- Pavel 'Kačes' Husár – baskytara, zpěv
- Petr Chrastina – elektrická kytara, zpěv
- Jiří 'Heglas' Hlavnička – bicí nástroje, perkuse, kazoo, trubka, zpěv
- David Šedivý – flétna, klavír

## Diskografie
- 1990 – Sbohem galánečko – Panton – EP Cesty 17
- 1991 – Tož vitajte, ogaři! – Fleret Publikum - CD, LP
- 1993 – Secondhand za hubičku – Monitor Records – CD, LP
- 1995 – Zafúkané – Tonus – CD, 2019 - LP
- 1996 – Fleret & Jarmila Šuláková – W music – CD
- 1997 – Z hůry dané – W music – CD
- 1998 – Tož vitajte, ogaři! + bonus – W music – CD
- 1999 – Tož tadyk ju máte – W music – CD
- 2000 – Tož ščasné a veselé – Multisonic – CD
- 2001 – To najlepší – Kurnikšopatožtojo – Multisonic – CD
- 2002 – Trnkostroj – BMG – CD
- 2004 – Pumkanonem – BMG – CD
- 2006 – Zapřahajte žebřiňák – W music – CD
- 2007 – Fleret – live koncert – Multisonic – DVD
- 2009 – Až zavřu dvéři – W music – CD
- 2011 – O krásách Valašska – FT Records – CD
- 2013 – Umělci na šňůře – CD vydavatel Silvia Hrachová
- 2015 – Hopa bejbe – CD, LP vydavatel: Silvia Hrachová
- 2017 – Všecko bude – CD, 2018 - LP - vydavatel Silvia Hrachová
- 2019 – Zafúkané – (reedice) CD, LP - vydavatel Silvia Hrachová
- 2020 – V podroušeném stavu CD - vydavatel Silvia Hrachová
- 2023 – Lajfka 2CD